# حجم مولي
الحجم المولي ، يرمز له حم، أو Vm  وهو الحجم الذي يشغله مول واحد من المادّة (عنصر كيميائي أو مركب كيميائي صلب) تحت درجة حرارة TوضغطP معينين. وهو يساوي للكتلة المولية (M) مقسومة على كثافة الكتلة (ρ). ولها الوحدة الدولية متر مكعب لكل مول (م³/ مول)، مع أن الوحدة المستخدمة عمليا هي ديسيمترا مكعبا لكل مول (دسم³/مول) للغازات وسنتمترا مكعبا لكل مول (سم³/مول) للسوائل والمواد الصلبة.
يمكن إيجاد الحجم المولي لمادة ما بقياس كثافة الكتلة ثم تطبيق العلاقة:
{\displaystyle V_{mm}={M \over ho}}.
إذا كانت العينة مزيجا محتويا على N مكون، يمكن حساب الحجم المولي من باستخدام العلاقة التالية:
{\displaystyle V_{m}={\cfrac {\displaystyle \sum _{i=1}^{N}x_{i}M_{i}}{\rho _{mixture}}}}.
وفي حالة الغازات المثالية، يعطي الحجم المولي وفق قانون الغازات المثالية. أما بالنسبة إلى المواد الصلبة البلورية، فإن الحجم المولي يقاس باستخدام تقنية دراسة البلورات بالأشعة السينية.
وكذلك يمكن قياس الحجم المولي من خلال قسمة V(L) على n(Mol).

## الغازات المثالية
يمكن إعادة كتابة قانون الغازات المثالية ليعطي معادلة نحصل منها على الحجم المولي لغاز مثالي:
{\displaystyle V_{mm}={V \over {n}}={{RT} \over {P}}}.
إذن، عند درجة حرارة وضغط معينين يكون الحجم المولي ذاته لكل الغازات المثالية، ويعرف بدقة كثابت الغازات العام: R = 8.314 472(15) J mol−1 K−1، وهو ذو ارتياب معياري نسبي (relative standard uncertainty) مساوي لـ 1.7×10−6 وفق القيمة المقترحة من لجنة بيانات العلوم والتكنولوجيا (كوداتا) CODATAا. الحجم المولي لغاز مثالي عند 100 kPa (مساوي لـ 1 بار) هو:
22.710 980  دسم³/مول عند 0 °م (أي نحو 7و22 لتر)،
24.789 598  دسم³/مول عند 25 °م (نحو 8و24 لتر).

## اقرأ أيضا
- حجم نوعي
- معامل انضغاط
- محرك بنزين
- دورة أوتو
- دورة ديزل
- عمل (ترموديناميك)
- ديناميكا حرارية
- دالة الحالة
- ستة درجات حرية
- طاقة حرارية